# مسجد هليل باي
مسجد هليل باي (باليونانية: Τζαμί Χαλίλ Μπέη)، من (بالتركية: Halil Bey Camii): هو مسجد تاريخي من العصر العثماني في مدينة كافالا، مقدونيا الشرقية وتراقيا، في اليونان. وهو الآن متحف مفتوح للزوار.

## أسلوب البناء
كان المسجد جزءًا من مجمع أوسع يضم أيضًا مدرسة لها ثماني غرف للطلاب، والتي تم الحفاظ عليها أيضًا في حالة جيدة. إنه أحمر فاتح اللون.

## أنظر أيضا
- الإسلام في اليونان
- قائمة مساجد اليونان
- قائمة المساجد السابقة في اليونان
- مسجد فائق باشا